# 渦池型掃海艦
渦池型掃海艦（ウォチがたそうかいかん、英: Wochi-class mine countermeasure vessel）は、中国人民解放軍海軍の掃海艦（MSO）の艦級に付与されたNATOコードネーム。人民解放軍海軍での制式名は、前期型は081型掃海艦（中国語: 081型扫雷舰）、後期型は081A型掃海艦である。

## 設計

### 081型
船型は、前任の撫順型と同じ船首楼型であり、全体的な配置も類似している。船体は鋼製と考えられている。先行して配備された渦蔵型掃海艇が自走式・前駆式の機雷処分具（ROV）を搭載していたのに対し、本型では係維掃海具および音響・磁気掃海具しか確認されておらず、近海での機雷掃海能力のみを備えたMSOと見られている。
撫順型が哨戒任務を想定して、充実した機銃装備を備えていたのに対し、本型では艦首甲板に37mm連装機銃を備えるのみとなっている。

### 081A型
基本的には、先行する081型の発展型であるが、艦首部の設計が一部変更され、ドアが1つ換装されている。また37mm連装機銃は遠隔操作型の30mm単装機銃に変更されており、満載排水量は1200トンに増大している。

## 同艦型
| 設計 | 艦番号 | 艦名                  | 建造所           | 進水           | 就役           | 現況 | 就役     |
| ---- | ------ | --------------------- | ---------------- | -------------- | -------------- | ---- | -------- |
| 081  | 805    | 张家港 / Zhangjiagang | 求新造船         | 2006年         | 2007年3月6日   | 現役 | 東海艦隊 |
| 081  | 810    | 靖江 / Jingjiang      | 求新造船         |                | 2007年11月9日  | 現役 | 東海艦隊 |
| 081  | 839    | 浏阳 / Liuyang        | 求新造船         | 2006年11月12日 | 2007年7月29日  | 現役 | 南海艦隊 |
| 081  | 840    | 泸溪 / Luxi           | 求新造船         | 2006年5月15日  | 2007年7月29日  | 現役 | 南海艦隊 |
| 081A | 841    | 孝义 / Xiaoyi         | 江南造船         | 2010年10月     | 2012年2月24日  | 現役 | 南海艦隊 |
| 081A | 842    | 台山 / Taishan        | 江南造船         | ―              | 2012年8月6日   | 現役 | 南海艦隊 |
| 081A | 843    | 常熟 / Changshu       | 武昌船舶重工集団 | 2012年5月      | 2013年5月13日  | 現役 | 南海艦隊 |
| 081A | 844    | 鹤山 / Heshan         | 江南造船         | 2012年9月27日  | 2013年10月10日 | 現役 | 南海艦隊 |
| 081A | 845    | 青州 / Qingzhou       | 江南造船         | ―              | 2014年1月26日  | 現役 | 北海艦隊 |
| 081A | 846    | 禹城 / Yucheng        | 江南造船         | 2013年9月      | 2014年10月10日 | 現役 | 北海艦隊 |
| 081A | 847    | 仁怀 / Renhuai        | 武昌船舶重工集団 | ―              | 2018年         | 現役 | 北海艦隊 |
| 081A | 848    | 宣威 / Xuanwei        | 武昌船舶重工集団 | 2017年8月      | 2018年         | 現役 | 北海艦隊 |
| 081A | 849    | 无棣 / Wudi           | 武昌船舶重工集団 | 2017年12月10日 | 2019年         | 現役 | 北海艦隊 |
| 081A | 831    | ―                     | 武昌船舶重工集団 | 2018年3月28日  | 2019年         | 現役 | 東海艦隊 |